# Râul Vaser

Localizare Gara CFF Vișeu de Sus

Râul Vaser (în germană Wasser, maghiară Vasér) este un curs de apă, afluent al râului Vișeu. Izvorăște din Munții Maramureșului, se formează din izvorul Boului și izvorul Munceii Albi. Are 62 km lungime și este cel mai important afluent al Vișeului, cu debit mai mare decât al acestuia.
Zona Vaserului a fost colonizată în secolul al XVIII-lea cu germani țipțeri. 

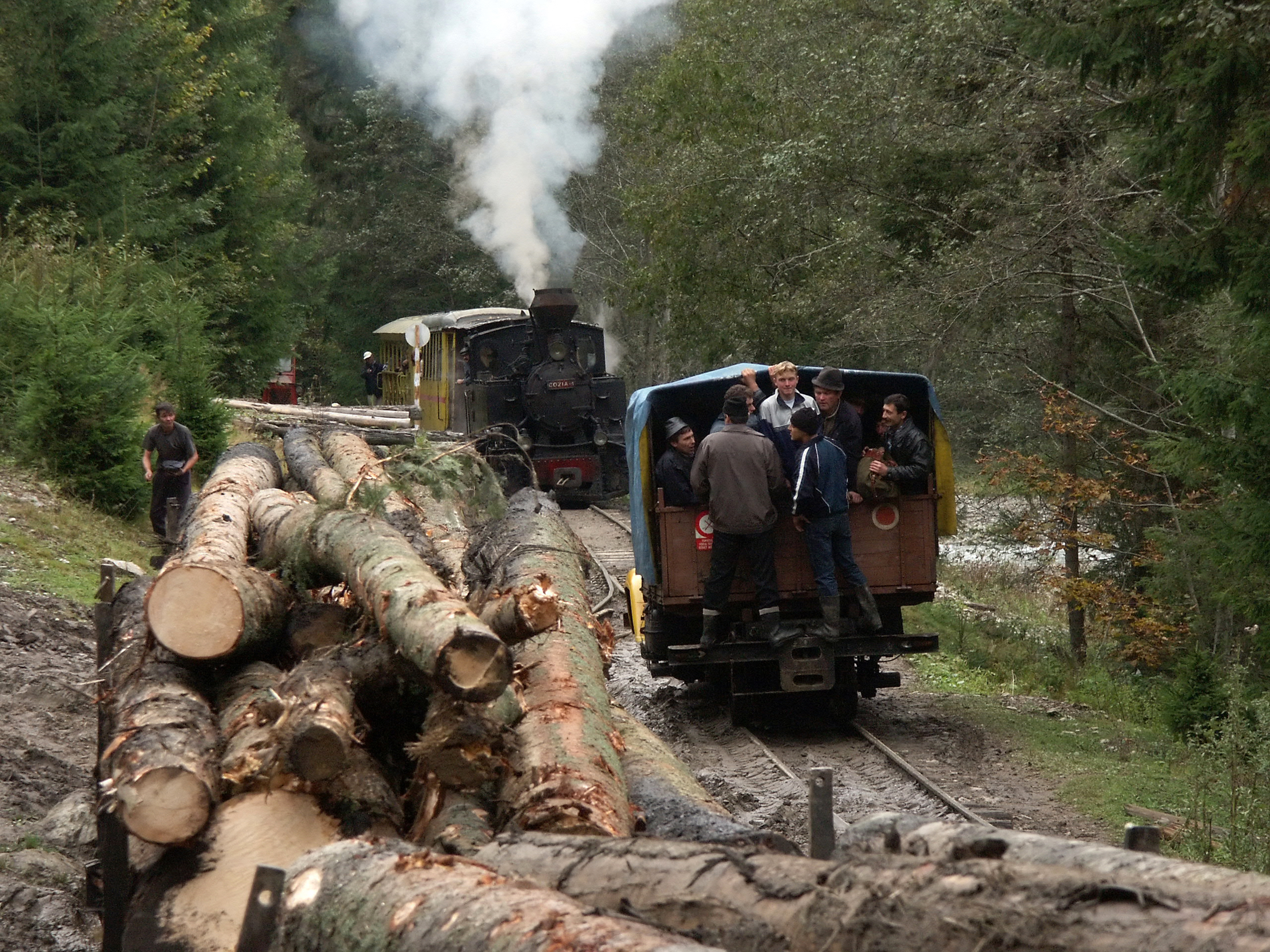
Linia ferată pe ecartament îngust

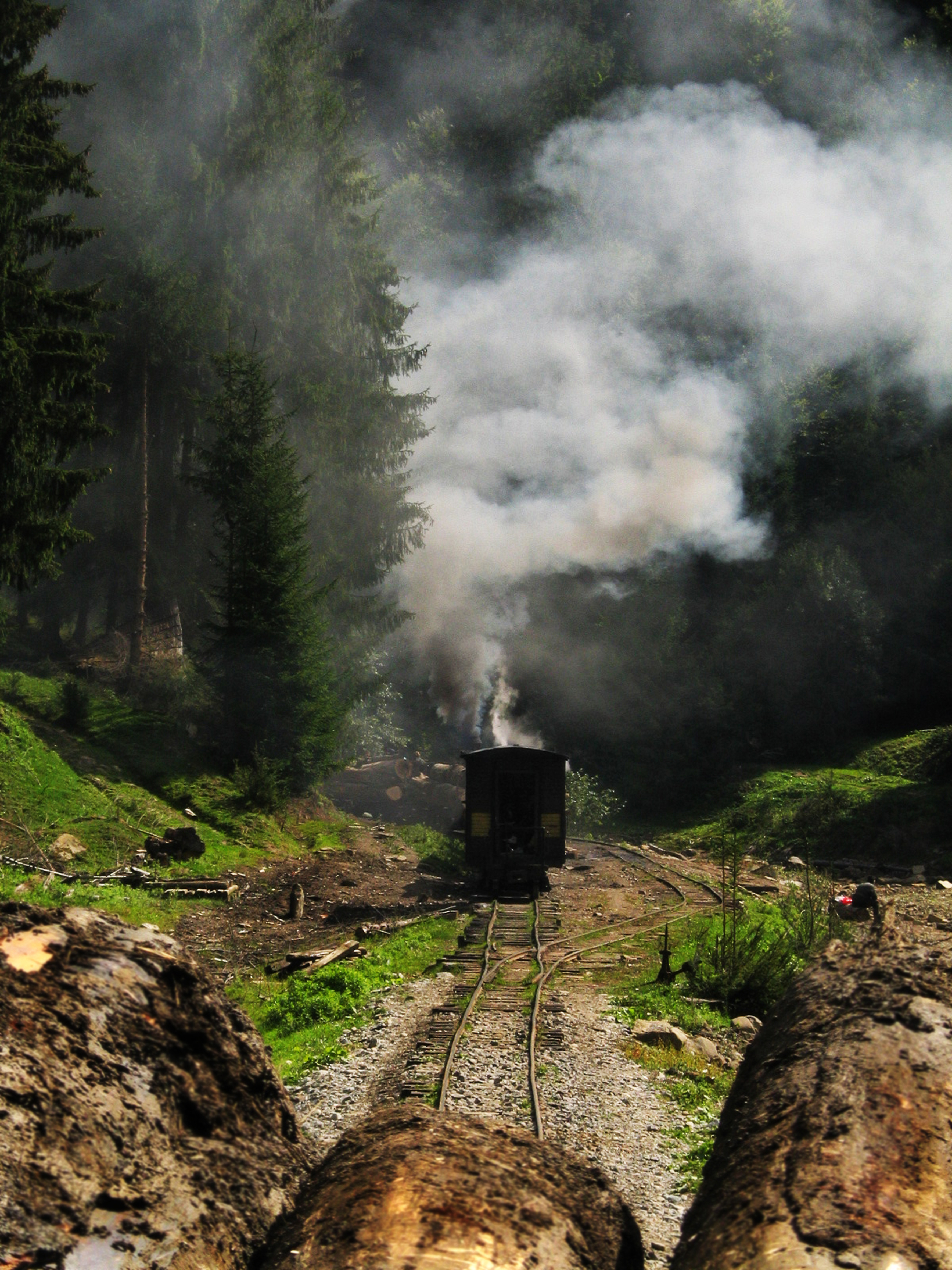
Locomotivă cu aburi pe Valea Vaserului

Alți afluenți:
-Valea Scradei
- Miraj 
- Glâmboaca
- Valea Rea
- Osoi